# J'S BROTHERS BAND
『J'S BROTHERS BAND』（ジェイズ・ブラザーズ・バンド）は、JAYWALKの16枚目のスタジオ・アルバム。1998年3月4日にmeldacから、シングル「波と砂と潮風と」と同時発売された。規格品番：MECR-30115。
CD帯のキャッチコピーは『新たな道を歩み始めたJAYWALK待望のオリジナル・アルバム』。

## 概要
前作『PENTANGLE』から1年となる本作は、先行シングル3曲を含む、新メンバー・中川謙太郎加入後の初アルバム。ADDITIONAL MEMBERとして、越智ブラザーズ（越智義朗・義久）がパーカッションで参加。
ジャケットは3面パノラマ・デジパック仕様。

## 収録曲
全作詞：知久光康（#9,#13以外）／編曲：JAYWALK
1. なんだか素敵なRAINY DAY（5:30）[1]
作曲：杉田裕
ヴォーカル：中村耕一
2. 月光（4:51）[1]
作曲：中川謙太郎
ヴォーカル：中川謙太郎
3. パパラッチ（5:52）[1]
作曲：中村耕一
ヴォーカル：中村耕一
4. 波と砂と潮風と（5:08）[1]
作曲：中川謙太郎・杉田裕
ヴォーカル：中村耕一
同時発売された、37枚目のシングル。
三共株式会社『リゲイン』CMソング
5. DAD & MUM（5:11）[1]
作曲：中川謙太郎・杉田裕
ヴォーカル：中川謙太郎
6. 誰か空の上から（5:12）[1]
作曲：知久光康
ヴォーカル：知久光康
7. START FROM THE BEGINNING（4:53）[1]
作曲：杉田裕
ヴォーカル：中村耕一
1993年発表曲のリメイク。
36枚目のシングル。
8. 急がば回れ（4:58）[1]
作曲：杉田裕
ヴォーカル：中川謙太郎
9. 一人ぼっちの二人（5:00）[1]
作詞：永六輔
作曲：中村八大
ヴォーカル：中村耕一
坂本九が、1962年に発表した楽曲のカバー。
10. 素朴なQUESTION（4:45）[1]
作曲：中内助六
ヴォーカル：JAYWALK
37枚目のシングル「波と砂と潮風と」のカップリング曲。
11. 心の鐘を叩いてくれ II（5:58）[1]
作曲：杉田裕
ヴォーカル：中村耕一
35枚目のシングル「心の鐘を叩いてくれ」のカップリング曲。
12. 裸のANGEL（5:48）[1]
作曲：中村耕一
ヴォーカル：中村耕一
13. IN THE DARK (Instrumental)（3:06）[1]
作曲：杉田裕